# The Love Club EP
The Love Club EP è l'EP di debutto della cantante neozelandese Lorde, pubblicato l'8 marzo 2013.
Influenzato dalle sonorità indie rock ed elettroniche, il progetto è stato prodotto interamente da Joel Little, coautore insieme a Lorde dei brani inclusi al suo interno, e registrato nella città neozelandese di Auckland.

## Promozione
Nel novembre del 2012, Lorde ha pubblicato indipendentemente The Love Club EP attraverso il proprio profilo SoundCloud sotto forma di download digitale gratuito. Dopo aver oltrepassato la soglia dei 60 000 download, la Universal Music Group ne ha proposto la commercializzazione. L'8 marzo 2013, infatti, The Love Club EP è stato piazzato sul mercato digitale in Australia, Nuova Zelanda, Paesi Bassi e negli Stati Uniti.  L'edizione fisica è stata resa disponibile in Nuova Zelanda il 10 maggio, in Australia la settimana seguente e negli Stati Uniti il 9 luglio. Nel Regno Unito, la Virgin Records ha messo in commercio un'edizione in vinile il 10 giugno 2013. Il 30 settembre dello stesso anno è stato modificato l'elenco dei brani nel progetto, e più in particolare Royals è stato sostituito da Swingin Party, cover dell'omonimo brano di Paul Westerberg.
Royals è stato l'unico singolo estratto, reso disponibile per il download digitale in tutto il mondo dal mese di agosto 2013. La traccia fu poi inclusa nel primo album in studio di Lorde, Pure Heroine, pubblicato nel settembre successivo.

## Tracce
Testi e musiche di Joel Little e Ella Yelich-O'Connor.
1. Bravado – 3:41
2. Royals – 3:10
3. Million Dollar Bills – 2:18
4. The Love Club – 3:21
5. Biting Down – 3:33

Tracce bonus nell'edizione iTunes
1. Bravado (Fffrrannno Remix) – 3:42

Edizione iTunes statunitense
1. Swingin Party – 3:42 (testo: Paul Westerberg)

## Formazione
Musicisti
- Lorde – voce

Produzione
- Joel Little – produzione, missaggio, ingegneria del suono, strumentazione (tutte le tracce)
- Stuart Hawkes – mastering

## Classifiche
| Classifica (2013) | Posizione massima |
| ----------------- | ----------------- |
| Australia         | 2                 |
| Nuova Zelanda     | 2                 |

### Classifiche di fine anno
| Classifica (2013) | Posizione massima |
| ----------------- | ----------------- |
| Australia         | 5                 |